# らーめん才遊記
『らーめん才遊記』（らーめんさいゆうき）は、原作：久部緑郎、作画：河合単による日本の漫画作品。『ビッグコミックスペリオール』（小学館）2009年17号から2014年5号まで連載された。全11巻。

## 概要
ラーメンを題材とした料理・グルメ漫画であり、『ラーメン発見伝』の登場人物の一部が引き続き登場する。直接の続編となる『らーめん再遊記』が2020年2月より『ビッグコミックスペリオール』で連載されている。時間経過については触れられていないが、作中の描写から『ラーメン発見伝』から『らーめん才遊記』の間に約二年間経過している可能性が示唆されている。
前作『ラーメン発見伝』から引き続き石神秀幸が協力としてカバー及び表題紙にのみクレジットされている。
テレビドラマ化され、2020年4月から6月まで放送された。

## あらすじ
「らあめん清流房」のオーナーでラーメン界のカリスマである芹沢達也は、ラーメン向けフード・コンサルティング会社「清流企画」を設立していた。また、実験的ラーメン発表の場としてセカンドブランドの「麺屋せりざわ」も開業していた。皆が絶賛する芹沢の月替わりラーメンだったが、「今イチ」だと述べる若い女性客が現れた。その女性客はタマネギのみじん切り炒めを乗せるという手法で月替わりラーメンの味を向上させた。
その女性客の名は、汐見ゆとり。清流企画の入社試験のために面接に来たところだった。
清流企画の同僚と共にいくつかのラーメン店のコンサルティング案件を解決したゆとりに「なでしこラーメン選手権」という女性ラーメン職人の選手権の話が舞い込んでくる。有名料理研究家である母・汐見ようことの確執から、ゆとりは選手権で優勝できなければ清流企画を辞め、ようこの後継となるべく戻る約束をしてしまう。選手権決勝では1票差で石原麻琴に敗れるものの、「無効票の2票があれば自分の勝ち」とゆとりはめげない。
ついには、ようことゆとりとの母娘の間で「ワクワク・ラーメン対決」が開催されることになる。ラーメンの成立の経緯から「ラーメンはフェイク」として1980年代の総決算のようなラーメンを出してきたようこに対し、ゆとりはこれからのワクワクを提示したラーメンで審査員から圧倒的な支持を受け勝利する。
そして、ゆとりは芹沢に優勝したときのお願いとして、女性スタッフのみによる創作ラーメン屋「麺屋なでしこ」を開業。ゆとりが店長、夏川が副店長、「なでしこラーメン選手権」で競った石原麻琴や西園寺由真も共に働くことになった。芹沢や石原麻琴の父が苦心していた「ラーメン、1000円の壁」もあっさり乗り越え、日替わりラーメンを1000円で提供する店となる。
ゆとりは芹沢を伴って、自分が初めてラーメンを食べた店を再び来訪する。芹沢はその店を見て「いい店だ」「本物のラーメン屋だ」と評し、2人でその店「ラーメンふじもと」の暖簾をくぐるのだった。

## 登場人物

### 清流企画
汐見ゆとり〈22〉
本編の主人公。
母は有名料理研究家の汐見ようこ。食に関する技法や味覚は母から教えられしっかり身に着けている。母による食育の影響でラーメンなどいわゆるジャンクフードを食べたことが無かったが、母の敷いたレールのままフランスの料理学校へ留学するのに疑問を持って家出し、離婚していた実父の元へ。実父に連れられて初めて食べたラーメンに感動し、「清流企画」の面接を受けにくる。
おおよそ社会常識や人間関係の機微を読むという能力に欠けており、本人に悪気はなくとも率直すぎる発言が他人を苛々させることもしばしばある。
料理そのものへの知識や感覚は非凡で、味覚も鋭いが、食したラーメンを「トボトボ」「ワクワク」と表現するなど言語化、客観化できていないことが多い。芹沢からも「ワクワクとはなんだ?」という宿題を出され、なでしこラーメン選手権予選中に「料理はバランスだが、ラーメンはアンバランス」とその「ワクワク」の正体を自覚することになる。
新作ラーメンやコンサルタントのアイデアをひらめいた際には「ピッコーン!」の声と共に指1本たてた両腕を伸ばす。これは他の登場人物にも揶揄されている（終盤では芹沢に真似をされ、本人も衝撃を受ける）。
芹沢達也
フード・コンサルティング会社「清流企画」の社長。前作『ラーメン発見伝』の主要登場人物。
前作に引き続きラーメンに対する飽くなき探究心と知識・能力を見せ、さらに今作ではフード・コンサルタントとしての卓越した手腕も発揮する。
ゆとりに対しては彼女の言動に苛立ちつつもその能力は認め、フード・コンサルタントとして指導していく。
ラーメン調理時に万が一でも髪の毛が入らないようにスキンヘッドにしているとは作中での本人の弁。前作の時点でそう語っているが、前作で登場人物に「ハゲ」呼ばわりされた時や、本作で後述の石原の父に昔は髪もフサフサだったと述懐された時には不愉快な表情をしている。
河上堅吾〈40〉
「清流企画」社員。温厚な常識人でゆとりに親身に接する。既婚者。
「らあめん清流房」の看板メニュー「濃口醤油らあめん」の弱点に気づいているなど、舌は鋭敏なものを持っている。
芹沢と安本との確執を知らない。
白坂隼人〈34〉
「清流企画」社員。
数多くの女性と付き合っており、女性のラーメン事情などに詳しい。
気さくな人柄ではあるが、二股をかけていたり人妻と不倫していたりなど、女性関係については不義理が目立つ。不義理が原因でゆとりが白坂の二股の相手と勘違いされるなど迷惑を被ることもあった。
夏川彩〈26〉
「清流企画」社員。
茨城の実家でラーメン屋「夏川食堂」を営んでいた両親の姿を見て育ち、自らもその跡を継ぎたいと考えていたが、彩が中学一年の頃、父親がガンで死去し店は閉店してしまう。店舗そのものは物置として残っており、もう一度再開させるのが夢。
もともとはそのための修行として芹沢が店主のラーメン屋「らあめん清流房」にスタッフとして勤めていたが、人事異動で清流企画に配属されたため、清流房に戻りたいと考えている。
須田正史〈24〉
「清流企画」社員。気弱な性格の元ラーメンオタク。ゆとりと共に仕事をする場合に業界事情を解説することも多い。
夏川ともども酒癖が悪く、後述の武田剛三が夏川や須田らを誘って呑んだ際に被害に合い、以後は一緒に呑むことを拒絶されている。

### 清流企画のクライアント
相川鉄也
元は単なるラーメン好きだったが、テレビで「年商50億になったラーメン屋」の話を見て、それを「ラーメン・ドリーム」と形容し、自らもラーメン屋になることを志す。ラーメン店の経営に対する知識はゼロに近い。
通常のラーメン店を開店するには資金が足りないため、「さかな居酒屋ほんだ」の店舗を日中だけ借りて「ラーメン相川」を開店。当初は問題が多々あったものの、最終的にはゆとりと須田の協力を経て本格的にラーメン屋としての人生を始めた。
良くも悪くも豪快でカラッとした性格であり、知り合った当初からゆとりとは意気投合する。またラーメン相川の開店に協力した須田を含めた、三人でつるんで食べ歩きをすることもある。
中原昌英
「麺房なかはら」の店主であり、ニューウェイブ系ラーメン店の店主として芹沢とはライバルと呼べる関係であったが、ラーメン集合施設「ラーメン完食街」に出店した際に客足に悩まされ相談しに来た。
店の問題解決後もゆとりの相談相手としてたびたび登場し、ベテランラーメン職人や店の主人としての立場でゆとりに助言している。

### その他の人々
汐見ようこ
ゆとりの母。「カリスマ」とまで形容される料理研究家。テレビなどにも出演する有名人。
ゆとりを自らの後継者にすると決めている。
独学で料理を学び、自然派料理を推すキャラクターづくりの一環として、娘のゆとりにはジャンクフードなどは食べさせずに育てたが、若い頃は橋爪と2人でラーメンなどのジャンクフードもかなり食べこんでいる。
橋爪亮二
ゆとりの父。プロカメラマン。
ようことは本編開始の数年前に離婚しており、家出したゆとりを匿う形で自宅に住まわせている。
温和な性格ではあるが、厳しい性格のようこにも物怖じせずに言葉を伝える強さも持っている。
有栖涼
前作『ラーメン発見伝』にも登場した売れっ子のラーメン評論家。
芹沢とは懇意の関係で、そのラーメンに対する味覚の確かさと知識の広さは、芹沢をして「信頼できる」と言わしめるほど。
美味いラーメンを食べると「大仏顔」と呼ばれる満面の笑顔をしながら独特な言い回しで味を表現し、不味いラーメンを食べると「大魔神」と呼ばれる怒髪天を突くような形相をする。この表情の変化はメディア用でもあり、自分の意思で封印する事も可能（テレビ番組や一般公開の審査の場合、大仏顔の有無で観客や視聴者におおよその順位が読めてしまう可能性があるため）。
味以外でも、前作同様相手がラーメンを冒涜していると見なすと大魔神に変貌して腕力や暴力に訴える事があり、こうなると武田ですら軽々と抱え上げられてしまう。
武田剛三
チェーン店「らーめん厨房どきゅん」のオーナー店主。ふとしたことでゆとりと知り合い、彼女を気に入る。芹沢とも顔見知り。
前作『ラーメン発見伝』にも登場し、どきゅん開店当初の様子などが描かれる。
芹沢からは「商売の本質を掴んでいる」とその能力を評価されており、ゆとり達が成果を出せない案件に対して的確なアドバイスを出したこともある。
ゆとりは武田を苦手とする一方で、店の衛生面などで本人の前で偏見に満ちたツッコミ（ゴキブリやネズミが店を走り回っているのではないか、ガスはちゃんと点くのか、等）をズケズケと言い放って困惑させている。
難波倫子
大手フードコンサルティング会社「味惑コーポレーション」の新入社員。仕事の上で、たびたびゆとりとぶつかる。
普段は猫を被っているが、かなりガラが悪い。ラーメン職人としての発想力、腕前やコンサルティング業としての能力は高い。
「なでしこラーメン選手権」にも出場したが決勝までは残れなかった。
福花康男
「味惑コーポレーション」社長。
社長と新入社員という立ち位置だが、難波の強気の姿勢と剣幕には押されがち。
石原麻琴
伝説的な名店「菜妙軒」の娘。ラーメン創作に関してはゆとり以上の才能を持つが、接客能力は著しく低い。
ラーメンのアイデアが浮かんだ際には「麺神降臨！」の掛け声とともに眼鏡のレンズが割れ飛び散る。割れた眼鏡の後始末は回を重ねる毎にスムーズになっていく。
「なでしこラーメン選手権」予選では他ブロックも含めて唯一の満点獲得。自身が決勝まで進出することは疑わず、それを口にしたり、二次予選でもブロックトップの得点であったが満点ではなかったことに舌打ちする、決勝でゆとりに僅差で勝って優勝するものの、その後の母娘対決などでゆとりが発した「実質的に勝ってた」という類の発言に怒りを露わにするなど自尊心も高い。
父（菜妙軒の店主）は芹沢がラーメン店を志したきっかけともなっている。
西園寺由真
「麺屋XXX」の店員でGカップの巨乳。
「なでしこラーメン選手権」のお色気担当要員（ビキニ水着で調理など）としてテレビ映えのために招聘されたが、ラーメンの創作力は本物で決勝に進出する。
ラーメン好きが高じて独学といろんな店にアルバイトとして入ることで技術を身に着けている。本人はラーメンアイドルを目指しており、ビキニ着用出演も渡りに船であった。
予選前後から白坂と交際中。
喜久沢友恵
繁盛店「ラーメン暖優亭」の店主。「ラーメン界のおっかさん」と呼ばれる。
「なでしこラーメン選手権」には参加予定者の急病による代打出場となったが、その腕は芹沢も高く評価しており、事実、決勝まで進んだ。
誰に対しても「おっかさん」と呼ばせるが、芹沢だけは彼女にいくら勧められても色々理由を付けて絶対に呼ばない。なお芹沢は彼女の母性的な言動を心底不快に思っており、彼女のファンを「マザコン」と罵倒し、転倒した夏川に「痛いの痛いの飛んでいけ」とおまじないをかける所を見た際には「殺してこい」と吐き捨てた。
安本高治
ラーメンチェーン「麺獄グループ」の社長。
かつて芹沢の「らあめん清流房」で品川支店を任されるほどだったが、らあめん清流房の看板メニュー「鮎の煮干しの濃口らあめん」の欺瞞に気づき、材料を横流ししていたことから解雇された過去を持つ。
その恨みから、らあめん清流房の各店を潰すべく画策する。
芹沢とは互いに憎しみ合う一方ではない様々な感情が交差している。

## 単行本
1. 2010年 2月27日発売 ISBN 978-4-09-183040-1
2. 2010年 6月30日発売 ISBN 978-4-09-183206-1
3. 2010年10月29日発売 ISBN 978-4-09-183505-5
4. 2011年 2月26日発売 ISBN 978-4-09-183667-0
5. 2011年 8月30日発売 ISBN 978-4-09-184045-5
6. 2012年 2月29日発売 ISBN 978-4-09-184280-0
7. 2012年 6月29日発売 ISBN 978-4-09-184525-2
8. 2012年 12月27日発売 ISBN 978-4-09-184800-0
9. 2013年 4月30日発売 ISBN 978-4-09-185205-2
10. 2013年 10月30日発売 ISBN 978-4-09-185595-4
11. 2014年 3月28日発売 ISBN 978-4-09-186048-4

- らーめん才遊記の芹沢さん 2020年 4月10日発売 ISBN 978-4-09-860663-4
芹沢のエピソードの選集[7]

## テレビドラマ
『行列の女神〜らーめん才遊記〜』（ぎょうれつのめがみ らーめんさいゆうき）のタイトルで、2020年4月20日から6月8日までテレビ東京系「ドラマBiz」で放送された。主演は鈴木京香。
劇中に登場するラーメンの作製は「中華そば勝本」の佐藤店主が担当した。
新型コロナウイルス感染拡大防止による撮影スケジュールの影響で、ほとんどのドラマが放送開始が延期になったり、放送を途中で見合せる中、全話撮影済みであった本作は予定通りに放送を終了し、2020年4月期、地上波民放テレビ局のゴールデン・プライムタイム枠のドラマの中で最も早く最終回を迎えた。また、「ドラマBiz」最後の作品となった。
原作では男性だった芹沢達也が、ドラマでは女性の芹沢達美に変更されている。

### キャスト
清流企画
- 芹沢達美（社長） - 鈴木京香
- 汐見ゆとり - 黒島結菜
- 夏川彩 - 高橋メアリージュン
- 白坂隼人 - 小関裕太
- 須田正史 - 前野朋哉
- 河上堅吾（部長） - 杉本哲太
- 「らあめん清流房」店員 - 古澤光徳、平野遊史、松本銀二、坂本悠真、渋谷希帆

味惑コーポレーション
- 福花康男（社長） - 夙川アトム
- 難波倫子 - 松井玲奈

橋爪クッキングスクール
- 橋爪ようこ（校長） - 高畑淳子
ゆとりの実母。原作の汐見ようこに相当
- HCS講師メンバー - 佐々木春香、藤本沙紀、金子なな子、奥村優希 、平島茜、森脇由紀、榊原美紅

その他
- 有栖涼 - 石塚英彦
- 汐見亮二 - 利重剛
ゆとりの父。原作の橋爪亮二に相当
- 雅代 - 枝元萌
- 一麺懸命グループの男 - 佐藤輔九（中華そば勝本）
- 屋台時代の「らあめん清流房」に仕方なく来た客 - 山本浩司・関太（タイムマシーン3号）
- 「JAPAN FOOD SUMMIT 2020」関係者 - 六角慎司、川嶋秀明
- ナレーション - 石丸謙二郎

### ゲスト
1杯目
- 郷田正一（「京来軒」店主） - 泉谷しげる
- 郷田秋江（正一の妻） - 川俣しのぶ

2杯目
- 坂口琢磨（「とんこつラーメンさかぐち」改め「noodle Cafe TMY」店主） - 浅利陽介　＊第7話の回想シーンにも出演
- 坂口恵（琢磨の妻） - 金澤美穂　＊第7話の回想シーンにも出演
- 坂口雄大（坂口夫妻の息子） - 千葉新

3杯目
- 安西徳之（「つけ麺あんざい」店主） - 窪塚俊介　＊第4話、第6話の回想シーンにも出演
- 安西絵里（徳之の妻） - 林田岬優　＊第6話の回想シーンにも出演
- 久保 - 谷川昭一朗
- 中村有志（「テレビ☆チャレンジャー」司会） - 中村ゆうじ

4杯目
- 相川鉄也（"ラーメンドリーム"を目指す青年） - 堀井新太
- 本多信和（「さかな居酒屋ほんだ」店主） - 大友康平

5杯目
- 大平茂幸（「おおひら食堂」店主） - 螢雪次朗
- 大平芳江（茂幸の妻） - 茅島成美
- 鷹野研次郎 - 音尾琢真
- 「おおひら食堂」後継者候補
  - 松井正弘（推薦：白坂） - 谷遼
  - 板垣勇次（推薦：夏川） - 土屋佑壱
  - 小森仁志（推薦：須田） - 海老沢七海

- 「らあめん清流房」池袋店アルバイト候補者など
  - 野崎の母 - 鳥居みゆき
  - 塩崎潤 - コージ・トクダ（元・ブリリアン）
  - 山下 - 薄幸（納言）
  - 鳥岡 - 土佐有輝（土佐兄弟）
  - 野崎 - 竹内一希（まんじゅう大帝国）
  - 畑中 - 佳久創

6杯目
- 牧原弘貴（「麵屋まっきぃ」店主、白坂の大学の先輩） - 金井勇太
- 蒲生博昭（「楽麺フーズ(株)」社長） - マギー

7杯目
- 中原昌英（「麺房なかはら」店主） - 石黒賢

8杯目（最終回）
- 安本高治（「麺獄グループ」代表） - 岡本健一　＊第7話のラストシーンにも出演
- 下平進介（安本の部下） - 福田悠太（ふぉ〜ゆ〜）

### スタッフ
- 原作 - 作：久部緑郎、画：河合単『らーめん才遊記』（ビッグコミックス刊）
- 脚本 - 古家和尚
- 監督 - 星護、池澤辰也（テレパック）、吉川厚志（テレパック）
- 音楽 - 佐橋俊彦
- 主題歌 - THEイナズマ戦隊 「WABISABIの唄」（日本クラウン）
- オープニングテーマ - LOVE PSYCHEDELICO 「Swingin'」（ビクターエンタテインメント）
- ラーメン監修 - はんつ遠藤
- EDロール演出 - 根本和政
- 技術協力 - バスク
- 照明協力 - ラ・ルーチェ
- 美術協力 - BEENS
- CG - マリンポスト
- ポスプロ - アップサイド
- チーフプロデューサー - 浅野太（テレビ東京）
- プロデューサー - 中川順平（テレビ東京）、倉地雄大（テレビ東京）、黒沢淳（テレパック）、雫石瑞穂（テレパック）
- 制作協力 - テレパック
- 制作著作 - テレビ東京

### 放送日程
| 話数             | 放送日  | ラテ欄                                                          | 監督     | 提案メニュー             |
| ---------------- | ------- | --------------------------------------------------------------- | -------- | ------------------------ |
| 1杯目            | 4月20日 | 美味しいヒットの法則 伝説女が貧乏救う!                          | 星護     | もやしめん               |
| 2杯目            | 4月27日 | 主婦の本音VSガラガラ店…逆転(秘)策 父と娘“涙の一杯”              | 星護     | バーニャ・カウダ風つけ麺 |
| 3杯目            | 5月04日 | 最強の宿敵はヘルシー料理の女王! 母と娘…壮絶バトル               | 池澤辰也 | 毛血旺つけ麺             |
| 4杯目            | 5月11日 | 素人が大逆転 50万で店を開く裏技!? 涙のワンコイン麺…             | 池澤辰也 | 竹岡式ラーメン           |
| 5杯目            | 5月18日 | 名店の後継者コンペに仕掛けた罠!? 天敵から第3の刺客              | 星護     | ―                        |
| 6杯目            | 5月25日 | 激戦区バトル “2度美味い”秘策!? カリスマが流した涙               | 池澤辰也 | オコゲ・ラーメン         |
| 7杯目            | 6月01日 | ついに最終章 激突! 2人のカリスマ 客ゼロ? 鶏塩麺の謎             | 吉川厚志 | ―                        |
| 8杯目 （最終回） | 6月08日 | 閉店の危機! 3人の最強刺客 復讐のカッコウ作戦!? 逆転“幻の醤油麺” | 池澤辰也 | ―                        |

### 関連企画
小学館「スペリオールらーめん祭り2020」
- 『ビッグコミックスペリオール5号』（2020年2月14日発売）にて「らーめん才遊記」のドラマ化を記念して展開。
- 原作の続編となる「らーめん再遊記」の連載を開始。
- ラーメンをテーマにした池上遼一や津村マミの読み切り作品なども掲載。

日本経済新聞社「ラーメン・レシピ・コンテスト」
- 番組の特別企画として、自慢のオリジナルラーメンのレシピを一般からネットで募集（2020年4月13日 - 5月8日）。
グランプリ（賞品：ご当地銘店ラーメンカタログギフト9万円分）他を決定する。
- 辻調理師専門学校の協力を得て審査（(1)調理法、(2)味・おいしさ、(3)盛り付け、(4)栄養面、(5)メニューコンセプトなど）。
- 最終審査会（2020年5月31日）の様子は、テレビ東京の生活情報番組『よじごじDays』内で放送。